# 돈부리

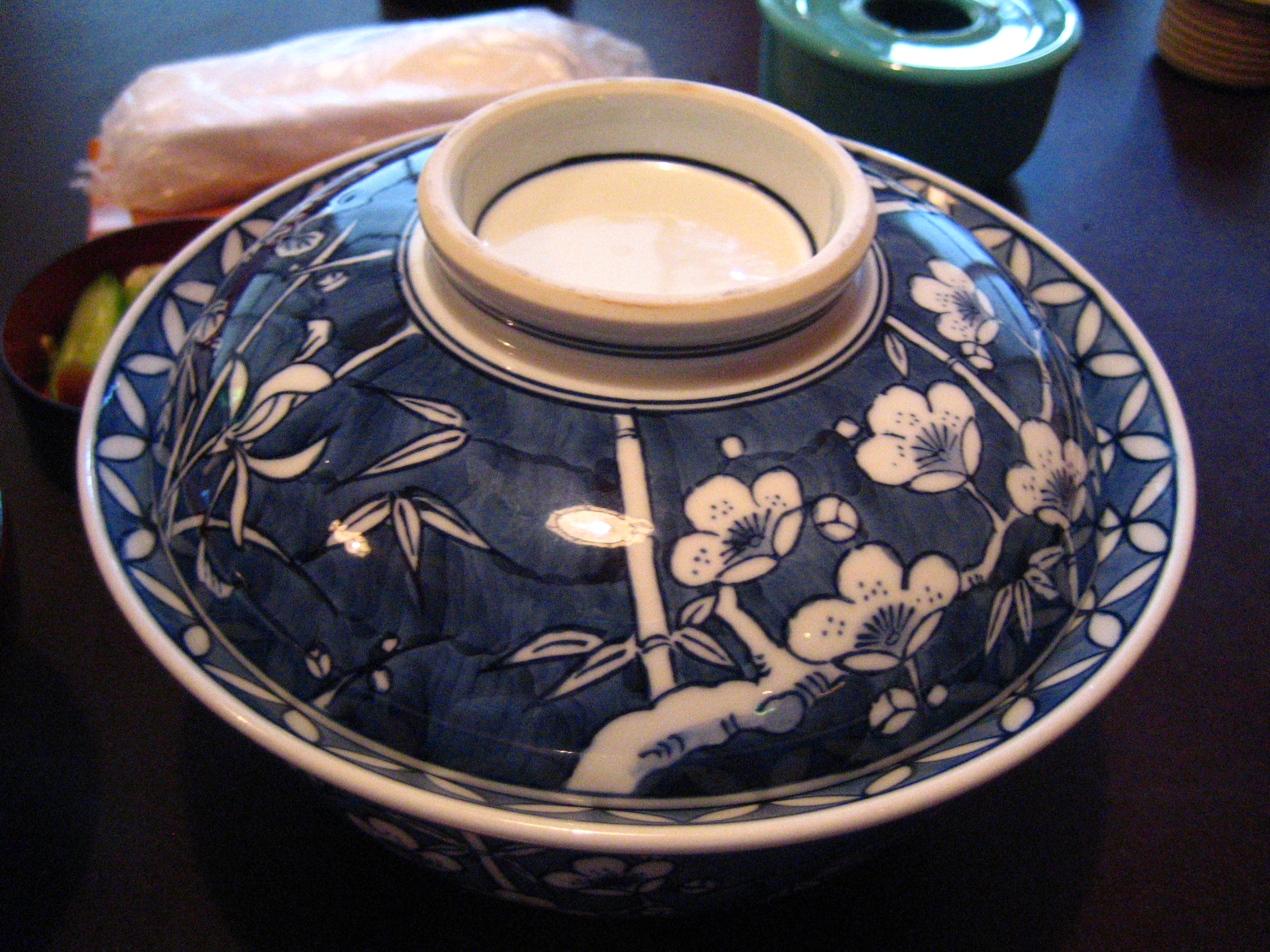
돈부리바치

돈부리(일본어: 丼物 돈부리모노[*]) 혹은 돈부리모노(丼物)는 밥과 그에 곁들여 먹는 오카즈(일본어: おかず. 부식/반찬)를 돈부리바치(일본어: 丼鉢)라는 그릇에 담아낸 일본 음식이며, 돈부리(丼)는 돈부리바치와 돈부리모노를 줄여서 부르는 말이다. 밥 위에는 소고기, 돼지고기 등 육류나 생선, 채소 등 다양한 식자재를 함께 얹어 먹으며, 무엇이 얹어져있는가에 따라 그 재료 이름 뒤에 동(丼)이 붙어 요리의 이름이 형성된다.
돈부리 요리에는 별도의 소스가 들어가는데, 소스를 만드는 방법과 맛은 얹은 재료나 먹는 계절, 지역에 따라 각양각색이다. 기본적으로는 다싯물에 간장과 미림으로 맛을 낸다.

## 돈부리의 종류
아래의 목록들이 돈부리의 모든 종류를 설명하고 있는 것은 아니다.

### 가츠동

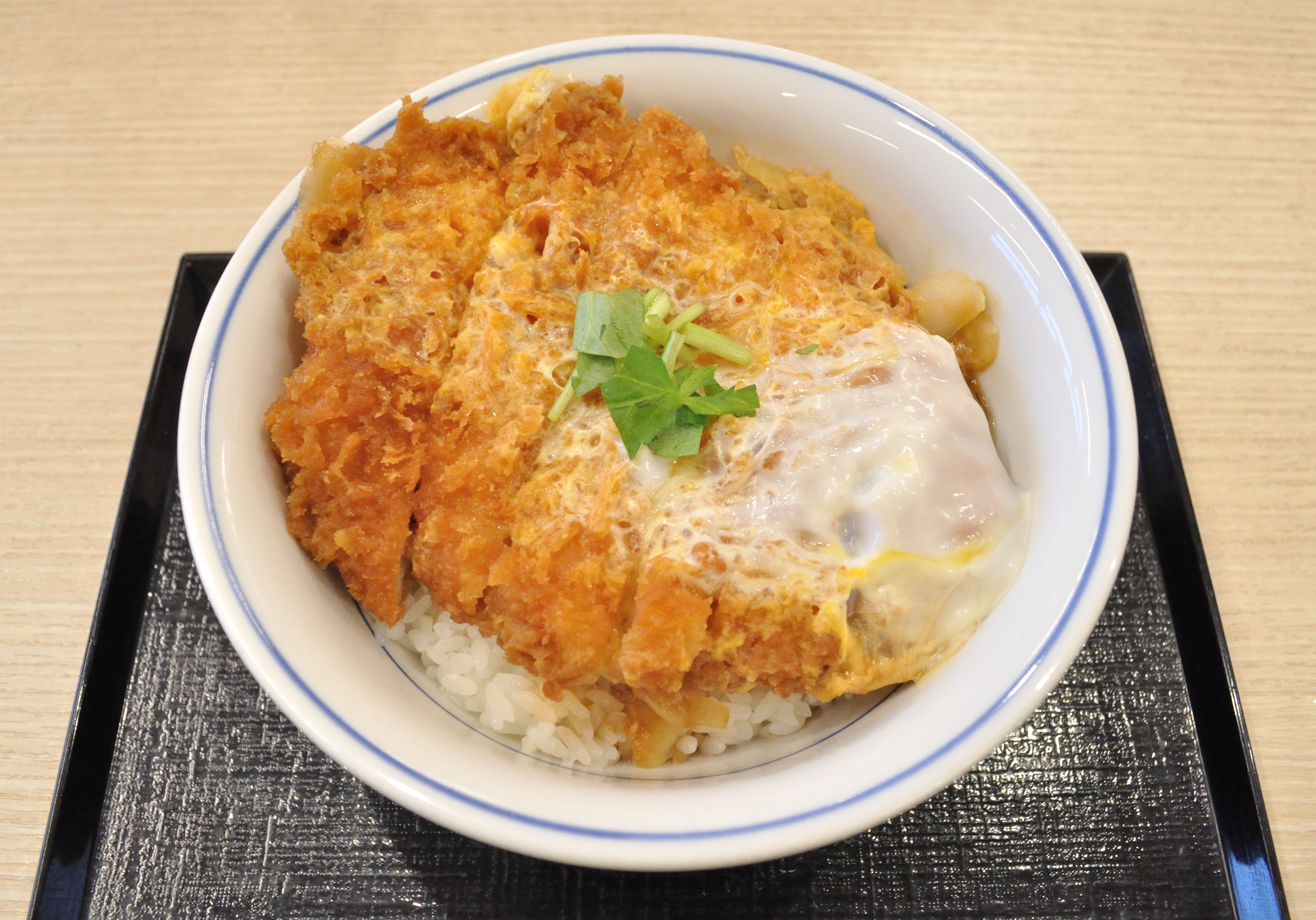
가츠동

가츠동(カツ丼)은 가장 대표적인 돈부리 요리 중 하나로서, 밥 위에 돈카쓰를 얹은 뒤, 양파가 들어간 덮밥 소스에 달걀물을 풀어 끓인 것을 돈카쓰 위에 덮은 음식이다. 소스에 따라 다양한 요리로 변형될 수 있으며, 기본이 되는 소스에는 우스터 소스, 드미글라스, 간장 등 다양한 방식이 있을 수 있다.

### 규동

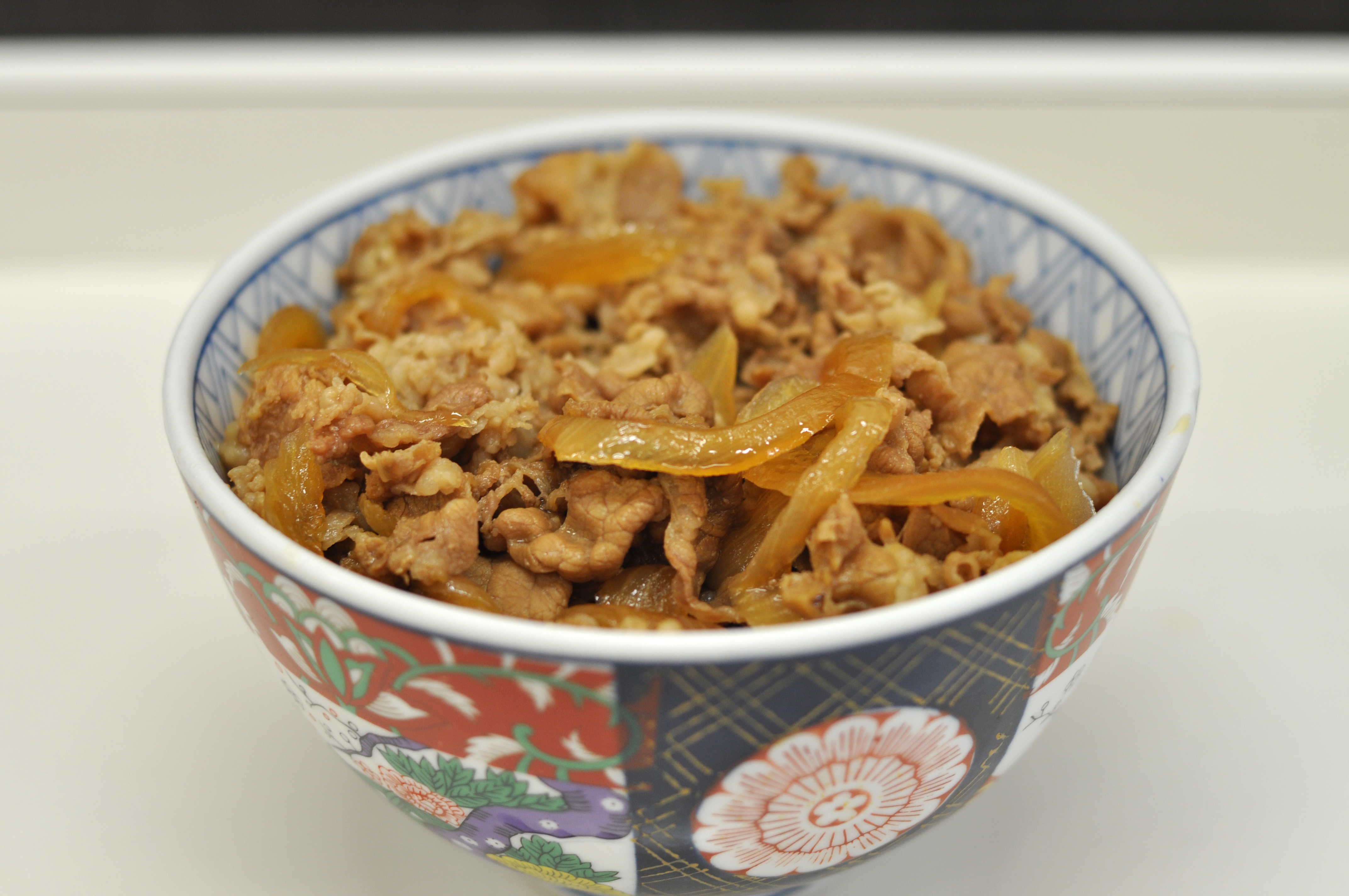
규동

규동(牛丼)은 얇게 저민 쇠고기와 양파 등을 간장을 비롯한 소스에 넣어 달달짭짤하게 끓여낸 후 밥 위에 올린 요리다. 주로 간장으로 맛을 내는 경우가 많으나, 경우에 따라 미소나 소금 등을 이용할 수 있으며, 일반적으로 쇠고기와 양파만이 고명이 되지만 취향에 따라 베니쇼가, 시치미토가라시, 날달걀 등을 곁들이는 경우도 있다.

### 로스트비프동

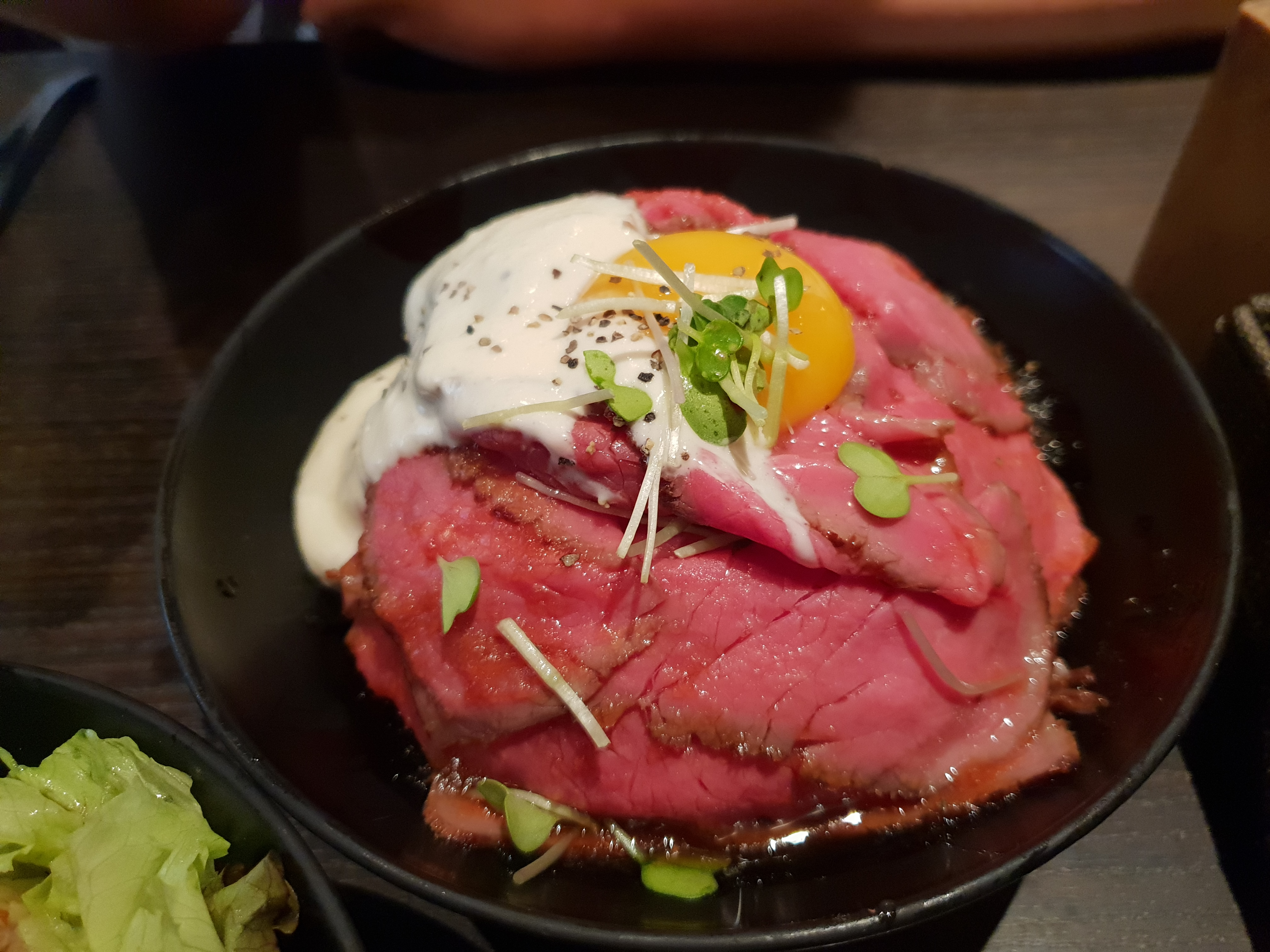
로스트비프동

로스트비프동은 쇠고기 덩어리를 오븐에서 구워만든 로스트 비프를 밥 위에 얹어 먹는 요리다. 영국식 일본 요리이다.

### 부타동

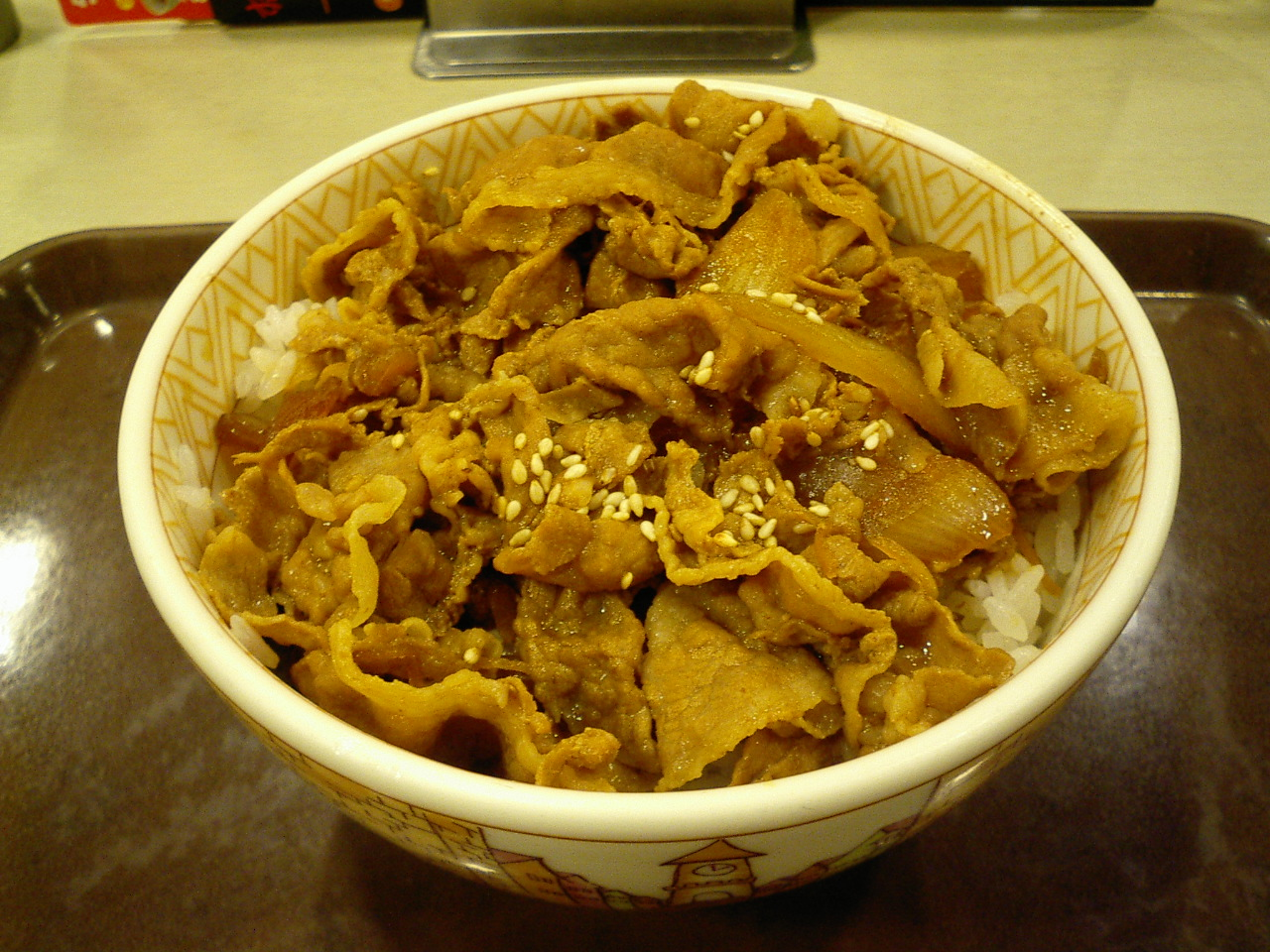
부타돈

부타동(豚丼)은 기본적으로 돼지고기를 돼지고기용으로 만들어진, 규동과 비슷한 양념을 넣고 끓인 뒤 밥 위에 얹은 요리이다. 조리법은 다양하고 방식에 따라 맛은 다르지만, 이들 모두 일반적으로 부타동으로 묶어 부른다. 불고기를 해서 얹어 먹는 오비히로식 부타동이 있는 반면, 와리시타(割り下. 미리 간장, 다시, 미림 등을 넣어 끓여둔 국물)에 넣고 조리한 부타동까지 다양한 만드는 방법이 존재한다.

### 오야코동

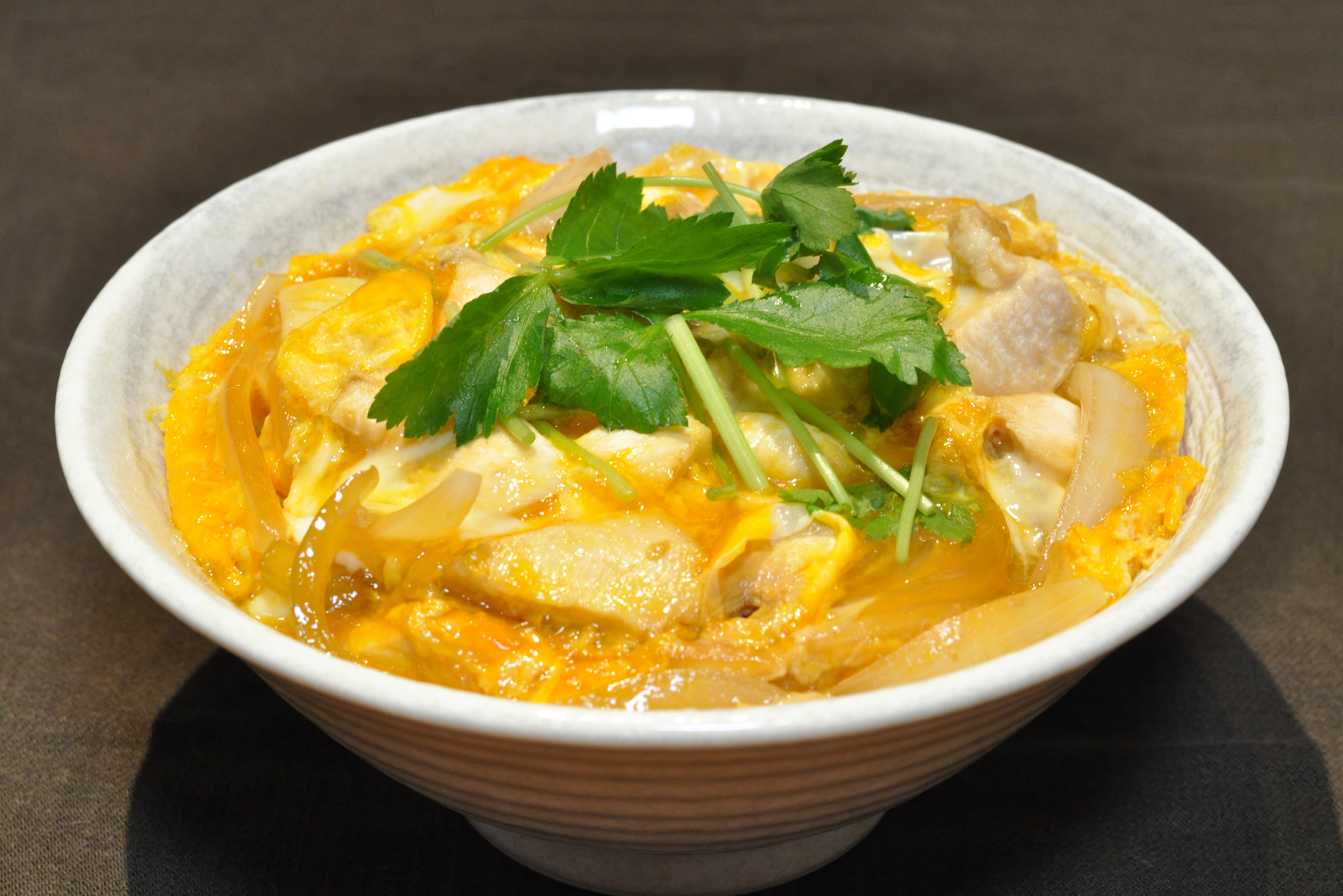
오야코돈

오야코동(親子丼)은 닭고기를 조미된 국물로 끓여낸 뒤, 달걀물을 풀어 익힌 후 밥 위에 얹은 음식이다. 먹는 위치에 따라 양파나 대파 등을 곁들이는 곳도 있다. 오야코(부모자식)라는 말은 얹어지는 재료가 닭고기와 달걀이라는 점에서 유래했다. 하지만 오야코라는 말 자체가 닭과 달걀을 의미하는 단어가 아니기 때문에, 일반적이지는 않지만 다른 식자재를 써서 만드는 경우도 있다. 이런 변형된 오야코동은 오리고기와 오리알, 연어와 연어알, 청어와 청어알 등 다양한 식재가 사용될 수 있다.

### 우나동

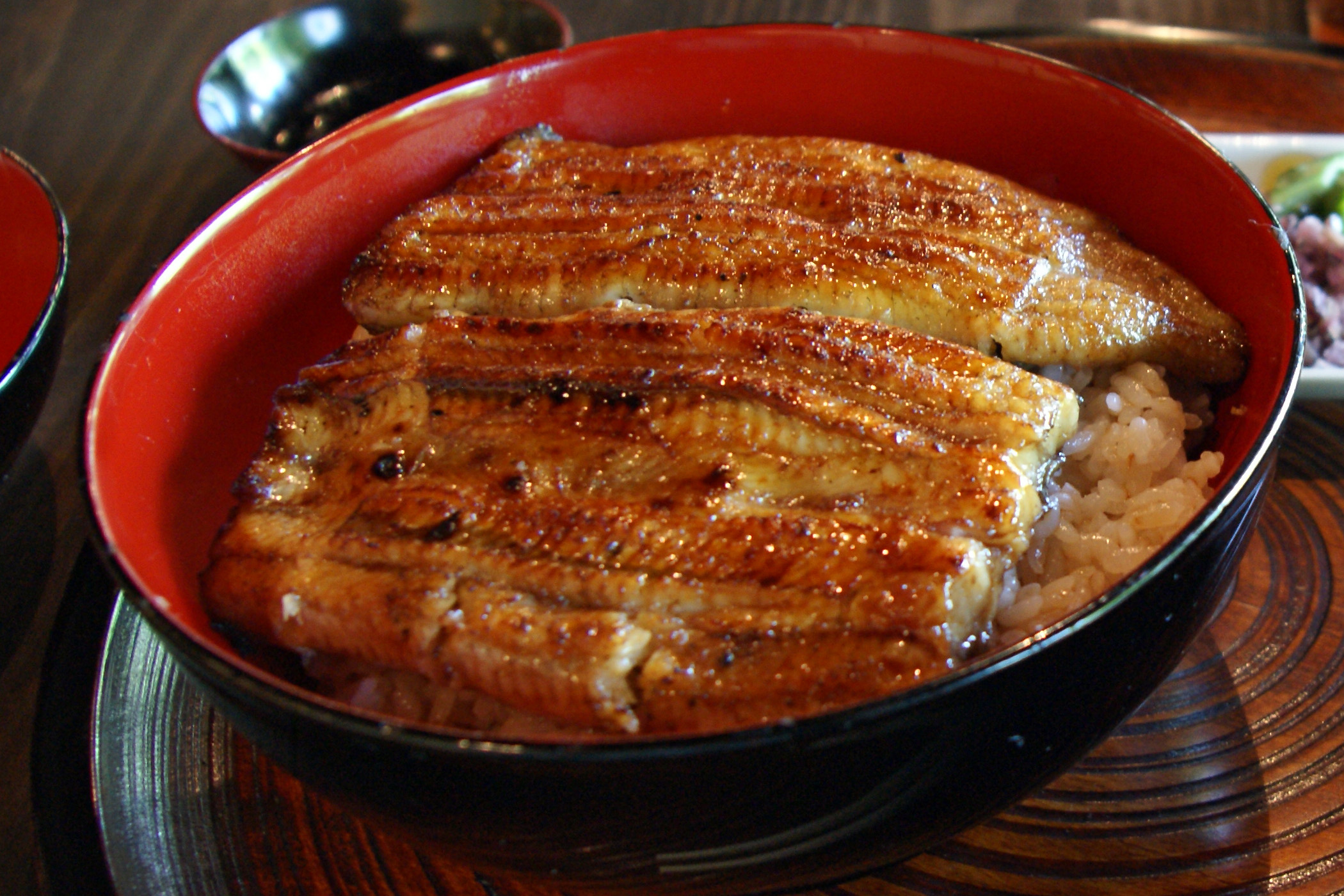
우나돈

우나동(鰻丼)은 장어를 가바야키로 조리한 뒤 밥에 얹어 먹는 요리이며, 에도의 향토 요리이기도 하다. 양념장은 주로 간장과 설탕을 가지고 만들어지며, 이 소스는 장어를 구울때도 바르지만 일반적으로 다 구워진 장어를 밥 위에 얹은 뒤 다시 발라낸다. 산초 가루를 마지막에 뿌리는데, 이는 기름진 장어를 산뜻하게 먹고 소화를 돕기 위함이다. 우나주(鰻重)라는 장어 요리 역시 우나동과 조리 방법이 거의 동일한데, 위에 설명된 요리를 찬합에 담으면 우나주가 되며, 돈부리바치에 담으면 우나동이라 부른다.

### 카이센동

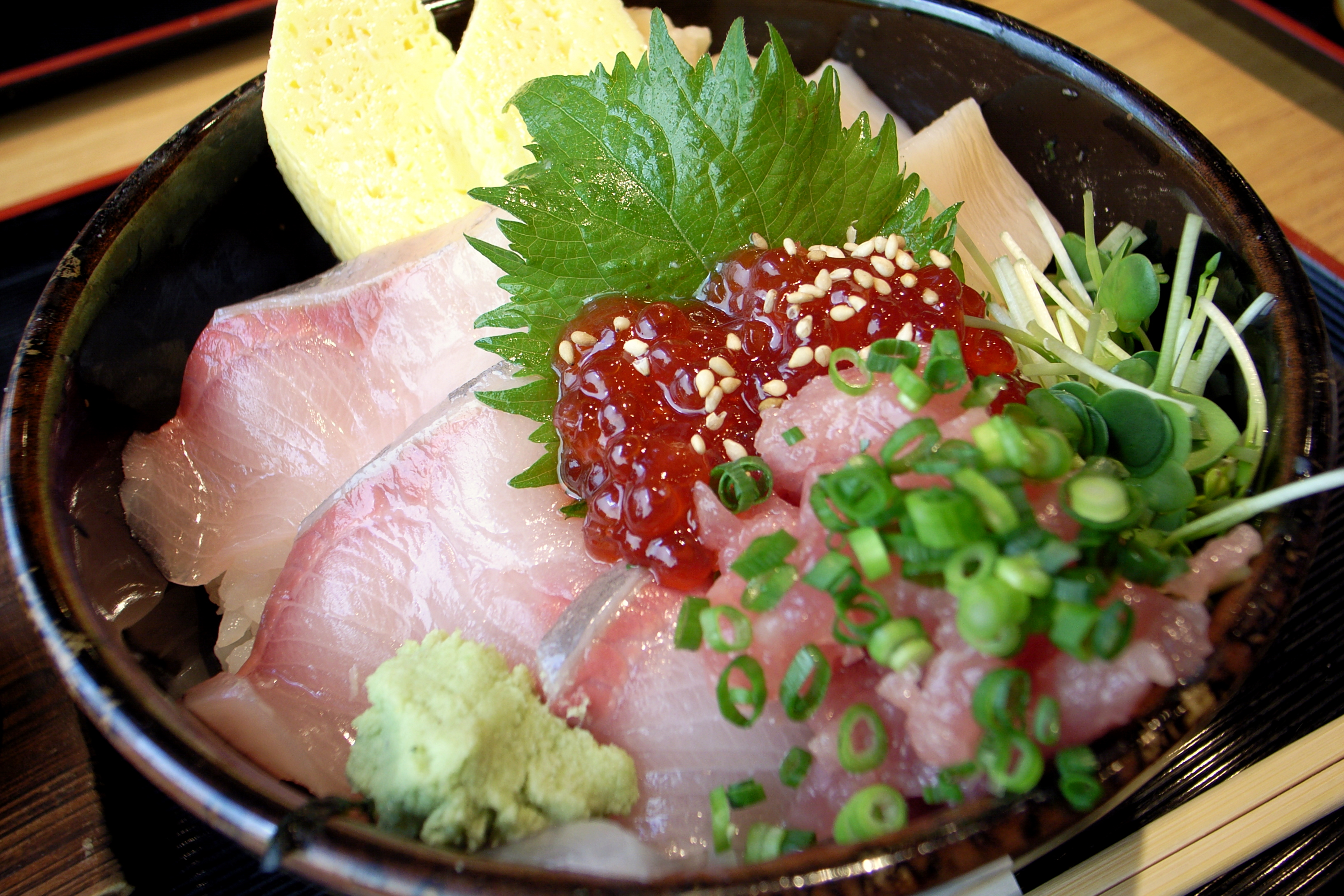
가이센돈 (지라시돈)

카이센동(海鮮丼)은 해산물을 주 재료로 만드는 돈부리로, 사시미를 밥 위에 얹은 것이다. 2차 대전 이후에 탄생했기에 다른 돈부리들보다 요리 자체의 역사는 짧으나, 홋카이도를 비롯한 북일본에 널리 퍼져있는 음식이다. 기본적으로 식초를 치지 않은 밥 위에 얹지만, 에도식 스시가 식문화로 자리잡은 간토 지방 등 일부에서는 식촛물을 친 밥을 가지고 카이센동을 만드는 경우가 있다. 자주 사용되는 해산물은 참치 ·  가리비 ·  연어 ·  오징어 ·  새우 ·  성게 ·  연어알 등이 있다.

### 텐동

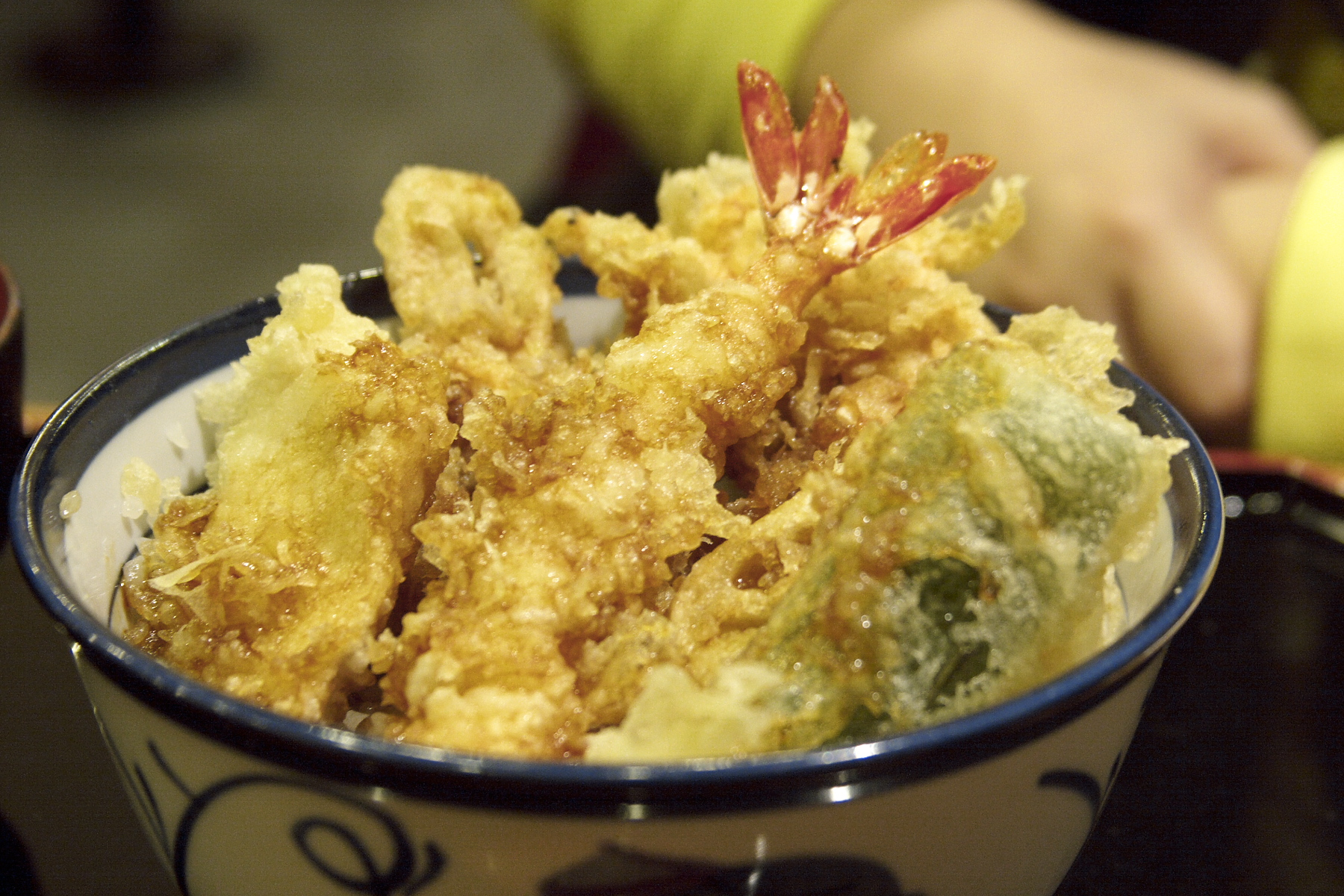
덴돈

텐동(天丼)은 과거에 덴푸라동이라고 불렸던 덮밥으로, 양념한 튀김을 밥 위에 얹은 음식이다. 사용되는 튀김은 정말 다양한데, 새우 ·  오징어 ·  붕장어 ·  보리멸 등 다양한 해산물들과 호박 ·  고구마 따위의 채소들, 혹은 카키아게(かき揚げ, 잘게 썬 새우, 관자, 채소 등을 밀가루 반죽을 묻혀 튀긴 것)까지도 예로 들 수 있다. 채소튀김만을 사용한 쇼진텐동(야사이텐동), 붕장어튀김을 이용한 아나고텐동 등이 있다.

### 텐신한

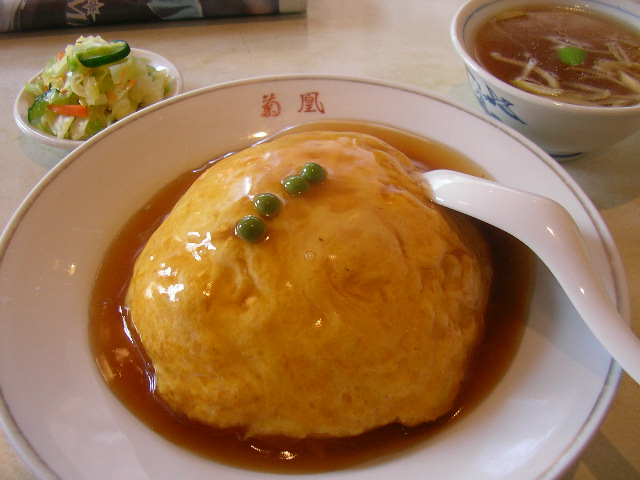
덴신한

텐신한(天津飯)은 일본식 중국 요리로서, 중국식 오믈렛인 푸융단(芙蓉蛋, 부용단) 따위를 밥 위에 얹고 걸죽한 소스를 끼얹은 요리다. 단 요리 이름을 따온 톈진시를 비롯해, 중국에는 텐신한과 유사한 요리조차 없다. 다른 돈부리들처럼 텐신한 또한 조금씩 변형이 가해졌는데, 일반적인 텐신한은 흰 밥위에 부용단을 올리지만 곳에 따라 볶음밥을 쓰고, 소스로 카레나 마파두부를 사용하는 경우도 있다.

## 같이 보기
- 일본 요리